# سانتا ماریا دل پرامو
سانتا ماریا دل پرامو (به اسپانیایی: Santa María del Páramo) یکی از دهستان‌های اسپانیا است که در استان لئون، اسپانیا واقع شده‌است.

## خصوصیات
سانتا ماریا دل پرامو ۲۰ کیلومترمربع مساحت و ۳٫۱۷۹ نفر جمعیت دارد و ۸۱۳ متر بالاتر از سطح دریا واقع شده‌است.